# Иванча (Тырговиштская область)
Иванча (болг. Иванча) — село в Болгарии. Находится в Тырговиштской области, входит в общину Попово. Население составляет 20 человек (2022).

## Политическая ситуация
Кмет (мэр) общины Попово — Людмил Веселинов (коалиция в составе 2 партий: Федерация Активного Гражданского Общества (ФАГО), Гражданский союз за новую Болгарию (ГСНБ)) по результатам выборов.